# Pływanie na Letnich Igrzyskach Olimpijskich 2020 – 200 m stylem grzbietowym mężczyzn
200 m stylem grzbietowym mężczyzn – jedna z konkurencji pływackich, które odbyły się podczas XXXII Igrzysk Olimpijskich w Tokio. Eliminacje miały miejsce 28 lipca, półfinały 29 lipca, a finał konkurencji 30 lipca 2021 roku.

## Terminarz
Wszystkie godziny podane są w czasie japońskim (UTC+09:00) oraz polskim (CEST).
| Data          | Godzina rozpoczęcia | Godzina rozpoczęcia |            |
| Data          | UTC+09:00           | CEST                |            |
| ------------- | ------------------- | ------------------- | ---------- |
| 28 lipca 2021 | 19:25               | 12:25               | Eliminacje |
| 29 lipca 2021 | 11:04               | 4:04                | Półfinały  |
| 30 lipca 2021 | 10:50               | 3:50                | Finał      |

## Rekordy
Przed zawodami rekord świata i rekord olimpijski wyglądały następująco:
| Rekord            | Zawodnik      | Czas    | Miejsce | Data            |       |
| ----------------- | ------------- | ------- | ------- | --------------- | ----- |
| Rekord świata     | Aaron Peirsol | 1:51,92 | Rzym    | 31 lipca 2009   | [ 2 ] |
| Rekord olimpijski | Tyler Clary   | 1:53,41 | Londyn  | 2 sierpnia 2012 | [ 3 ] |

W trakcie zawodów ustanowiono następujące rekordy:
| Data     | Etap konkurencji | Zawodnik        | Czas    | Rekord |
| -------- | ---------------- | --------------- | ------- | ------ |
| 30 lipca | finał            | Jewgienij Ryłow | 1:53,27 | OR     |

## Wyniki

### Eliminacje
| Miejsce | Wyścig | Tor | Zawodnik             | Państwo                     | Czas    | Uwagi |
| ------- | ------ | --- | -------------------- | --------------------------- | ------- | ----- |
| 1.      | 2      | 4   | Luke Greenbank       | Wielka Brytania             | 1:54,63 | Q     |
| 2.      | 4      | 4   | Jewgienij Ryłow      | Rosyjski Komitet Olimpijski | 1:56,02 | Q     |
| 3.      | 4      | 5   | Bryce Mefford        | Stany Zjednoczone           | 1:56,37 | Q     |
| 4.      | 2      | 1   | Lee Ju-ho            | Korea Południowa            | 1:56,77 | Q,    |
| 5.      | 1      | 4   | Grigorij Tarasiewicz | Rosyjski Komitet Olimpijski | 1:56,82 | Q     |
| 6.      | 2      | 6   | Radosław Kawęcki     | Polska                      | 1:56,83 | Q     |
| 7.      | 3      | 4   | Ryan Murphy          | Stany Zjednoczone           | 1:56,92 | Q     |
| 8.      | 2      | 5   | Ryōsuke Irie         | Japonia                     | 1:56,97 | Q     |
| 9.      | 4      | 3   | Keita Sunama         | Japonia                     | 1:57,07 | Q     |
| 10.     | 4      | 2   | Tristan Hollard      | Australia                   | 1:57,24 | Q     |
| 11.     | 3      | 6   | Roman Mityukov       | Szwajcaria                  | 1:57,45 | Q     |
| 12.     | 4      | 6   | Brodie Williams      | Wielka Brytania             | 1:57,48 | Q     |
| 13.     | 4      | 8   | Nicolás García       | Hiszpania                   | 1:57,62 | Q     |
| 14.     | 2      | 3   | Ádám Telegdy         | Węgry                       | 1:57,70 | Q     |
| 15.     | 3      | 5   | Xu Jiayu             | Chiny                       | 1:57,76 | Q, WD |
| 16.     | 2      | 7   | Markus Thormeyer     | Kanada                      | 1:57,85 | Q     |
| 17.     | 3      | 3   | Yohann Ndoye Brouard | Francja                     | 1:57,96 | Q     |
| 18.     | 4      | 7   | Jan Čejka            | Czechy                      | 1:58,02 |       |
| 19.     | 4      | 1   | Christian Diener     | Niemcy                      | 1:58,27 |       |
| 20.     | 3      | 2   | Matteo Restivo       | Włochy                      | 1:58,36 |       |
| 21.     | 1      | 5   | Martin Binedell      | Południowa Afryka           | 1:58,47 |       |
| 22.     | 3      | 1   | Francisco Santos     | Portugalia                  | 1:58,58 |       |
| 23.     | 2      | 8   | Berke Saka           | Turcja                      | 1:58,66 |       |
| 24.     | 2      | 2   | Kaloyan Levterov     | Bułgaria                    | 1:58,96 |       |
| 25.     | 3      | 7   | Mewen Tomac          | Francja                     | 1:59,02 |       |
| 26.     | 1      | 6   | Robert Glință        | Rumunia                     | 1:59,18 |       |
| 27.     | 3      | 8   | Jakub Skierka        | Polska                      | 1:59,30 |       |
| 28.     | 1      | 3   | Jakow Tumarkin       | Izrael                      | 1:59,65 |       |
| 29.     | 1      | 2   | Merdan Ataýew        | Turkmenistan                | 2:03,68 |       |

### Półfinały

#### Półfinał 1
| Miejsce | Tor | Zawodnik             | Państwo                     | Czas    | Uwagi |
| ------- | --- | -------------------- | --------------------------- | ------- | ----- |
| 1.      | 4   | Jewgienij Ryłow      | Rosyjski Komitet Olimpijski | 1:54,45 | Q     |
| 2.      | 1   | Ádám Telegdy         | Węgry                       | 1:56,19 | Q     |
| 3.      | 3   | Radosław Kawęcki     | Polska                      | 1:56,68 | Q     |
| 4.      | 6   | Ryōsuke Irie         | Japonia                     | 1:56,69 | Q     |
| 5.      | 8   | Yohann Ndoye Brouard | Francja                     | 1:56,83 |       |
| 6.      | 2   | Tristan Hollard      | Australia                   | 1:56,92 |       |
| 7.      | 5   | Lee Ju-ho            | Korea Południowa            | 1:56,93 |       |
| 8.      | 7   | Brodie Williams      | Wielka Brytania             | 1:57,73 |       |

#### Półfinał 2
| Miejsce | Tor | Zawodnik             | Państwo                     | Czas    | Uwagi |
| ------- | --- | -------------------- | --------------------------- | ------- | ----- |
| 1.      | 4   | Luke Greenbank       | Wielka Brytania             | 1:54,98 | Q     |
| 2.      | 6   | Ryan Murphy          | Stany Zjednoczone           | 1:55,38 | Q     |
| 3.      | 1   | Nicolás García       | Hiszpania                   | 1:56,35 | Q     |
| 4.      | 5   | Bryce Mefford        | Stany Zjednoczone           | 1:56,37 | Q     |
| 5.      | 3   | Grigorij Tarasiewicz | Rosyjski Komitet Olimpijski | 1:57,06 |       |
| 6.      | 7   | Roman Mityukov       | Szwajcaria                  | 1:57,07 |       |
| 7.      | 2   | Keita Sunama         | Japonia                     | 1:57,16 |       |
| 8.      | 8   | Markus Thormeyer     | Kanada                      | 1:59,36 |       |

### Finał
| Miejsce | Tor | Zawodnik         | Państwo                     | Czas    | Uwagi |
| ------- | --- | ---------------- | --------------------------- | ------- | ----- |
| 1 !     | 4   | Jewgienij Ryłow  | Rosyjski Komitet Olimpijski | 1:53,27 | OR    |
| 2 !     | 3   | Ryan Murphy      | Stany Zjednoczone           | 1:54,15 |       |
| 1 !     | 5   | Luke Greenbank   | Wielka Brytania             | 1:54,72 |       |
| 4.      | 7   | Bryce Mefford    | Stany Zjednoczone           | 1:55,49 |       |
| 5.      | 6   | Ádám Telegdy     | Węgry                       | 1:56,15 |       |
| 6.      | 1   | Radosław Kawęcki | Polska                      | 1:56,39 |       |
| 7.      | 8   | Ryōsuke Irie     | Japonia                     | 1:57,32 |       |
| 8.      | 2   | Nicolás García   | Hiszpania                   | 1:59,06 |       |